# Louis Roubet
Louis Roubet est un juriste et un érudit local né le 6 février 1810 à Nevers (Nièvre) et décédé le 26 avril 1889 à La Guerche (Cher). 
Considéré par les archéologues de son temps, puis successivement par deux éminents experts de la céramique gallo-romaine, Joseph Déchelette et Alain Ferdière, comme un faussaire et un mystificateur, la valeur de ses écrits est aujourd'hui totalement rejetée par la communauté scientifique, y compris dans le domaine de l'onomastique par le géographe Roger Brunet.

## Publications
- Maison-Dieu de La Guerche, 1869
- Épigraphie historiale du canton de La Guerche, 1873
- Notice historique sur les forges et fourneaux au canton de La Guerche - Bulletin de la Société nivernaise des lettres, sciences et arts, 1886
- La chapelle de Saint-Blaise de La Guerche, 1889